# John Phillip

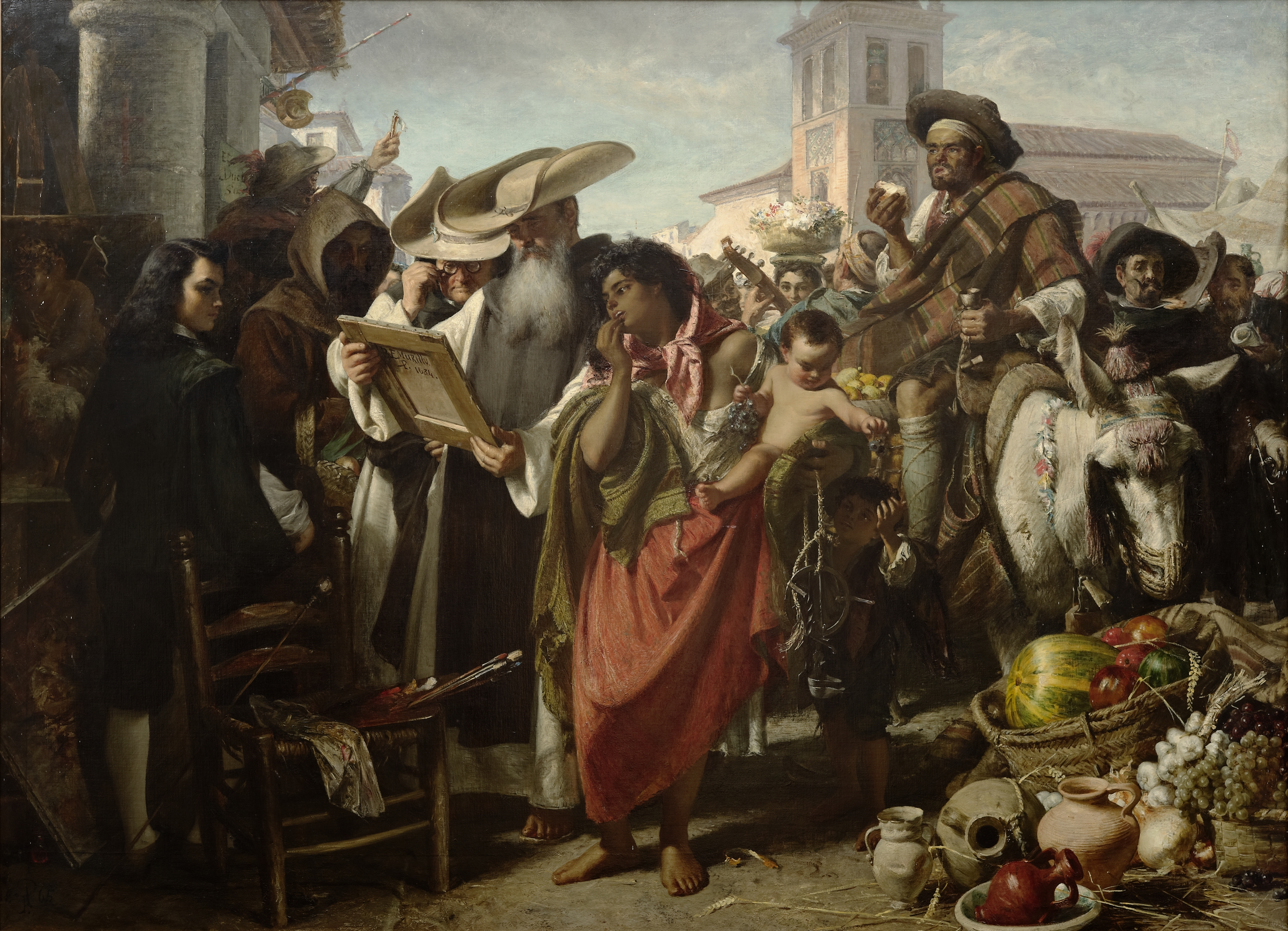
La temprana carrera de Murillo, 1634, 1865, óleo sobre lienzo, 181,5 × 250, Oviedo, Museo de Bellas Artes de Asturias.

John Phillip (Aberdeen, 1817– Londres, 1867) fue un pintor británico. Su vida y obra pueden adscribirse al Romanticismo.
Nació en el seno de una familia de condición social humilde en Aberdeen. Desde muy joven demostró aptitudes para el arte. Gracias a un patrocinio recibió educación en la Royal Academy of Arts de Londres.
Viajó en varias ocasiones a España y realizó numerosos lienzos sobre temas relacionados con este país, hasta el punto de ser apodado Spanish Phillip. Muchas de sus obras muestran una temática costumbrista, incluyendo festejos como corridas de toros o escenas callejeras. Recibió una gran influencia de sus compatriotas David Wilkie y David Roberts, quienes al igual que Phillip buscaban en España aspectos exóticos o llamativos de sus paisajes y sus gentes. Durante sus viajes, pudo conocer directamente la pintura de Murillo y de Velázquez, pintores a los que admiraba. Sus cuadros tuvieron un gran éxito y demanda en la sociedad británica, y muchos de ellos fueron comprados por la familia real.
Sus obras pueden contemplarse, entre otros lugares, en la National Gallery de Londres, la National Gallery of Scotland de Edimburgo, el Museo del Prado de Madrid y diversas colecciones particulares, como la colección Bellver de Sevilla (España).